# Black Clouds and Silver Linings
Albums de Dream Theater
Chaos in Motion 2007-2008
(2008) Wither
(2009)
Black Clouds and Silver Linings est le dixième album studio du groupe de metal progressif Dream Theater. L'album est officiellement sorti le 23 juin 2009, sous le label Roadrunner Records,. Tout comme pour Systematic Chaos, leur précédent album, le batteur Mike Portnoy et le guitariste John Petrucci s'occupent de la production et Paul Northfield du mixage. Il y a trois éditions différentes de l'album : une édition CD simple, une édition vinyle et une édition spéciale de trois CD contenant l'album, un mixage instrumental de l'album et six reprises. Ces reprises ont été révélées au rythme d'une par semaine pendant les six semaines précédant la sortie de l'album. C'est le dernier album où officie Mike Portnoy. Il est remplacé dès le disque suivant par Mike Mangini.

## Historique
Dream Theater a commencé à travailler sur l'album en octobre 2008. Mike Portnoy a décrit cet album comme s'inspirant de précédentes chansons comme Learning to Live, Octavarium, Pull Me Under, A Change of Seasons et The Glass Prison. Jordan Rudess expliqua quant à lui : « Nous sommes un peu entrés dans le genre gothique sur cet album. Il n'y a rien de mieux qu'un son vraiment puissant avec de bons chœurs. » (« We've been entering into the Gothic domain quite a bit on this album. There's nothing like a really, really powerful and cool choir sound. »)
Un clip vidéo est tourné pour la sortie du premier single de l'album, A Rite of Passage. 
Une tournée mondiale suit la sortie de cet album et il est également joué lors de la seconde tournée Progressive Nation.
Un nouveau clip tiré de l'album 
fait son apparition le 18 nov. avec le titre "Wither", illustré par des images de leur dernière tournée en Europe et montre la vie au jour le jour du groupe.

## Liste des chansons

### Disque 1
| No | Titre                                                                  | Paroles           | Musique                                           | Durée                      |
| -- | ---------------------------------------------------------------------- | ----------------- | ------------------------------------------------- | -------------------------- |
| 1. | A Nightmare to Remember                                                | John Petrucci     | Petrucci, Mike Portnoy, John Myung, Jordan Rudess | 16:10                      |
| 2. | A Rite of Passage                                                      | Petrucci, Portnoy | Petrucci, Portnoy, Myung, Rudess                  | 8:35                       |
| 3. | Wither                                                                 | Petrucci          | Petrucci                                          | 5:25                       |
| 4. | The Shattered Fortress - X. Restraint - XI. Receive - XII. Responsible | Portnoy           | Petrucci, Portnoy, Myung, Rudess                  | 12:49 - 5:25 - 3:58 - 4:26 |
| 5. | The Best of Times                                                      | Portnoy           | Petrucci, Portnoy, Myung, Rudess                  | 13:07                      |
| 6. | The Count of Tuscany                                                   | Petrucci          | Petrucci, Portnoy, Myung, Rudess                  | 19:16                      |

### Disque 2 (Reprises)
| No | Titre                                                  | Auteur                              | artiste original | Durée |
| -- | ------------------------------------------------------ | ----------------------------------- | ---------------- | ----- |
| 1. | Stargazer                                              | Ronnie James Dio, Ritchie Blackmore | Rainbow          | 8:10  |
| 2. | Tenement Funster/Flick of the Wrist/Lily of the Valley | Roger Taylor Freddie Mercury        | Queen            | 8:17  |
| 3. | Odyssey                                                | Dixie Dregs                         | Dixie Dregs      | 7:59  |
| 4. | Take Your Fingers from My Hair                         | Randy Jackson                       | Zebra            | 8:18  |
| 5. | Larks' Tongues in Aspic - Part II                      | Robert Fripp                        | King Crimson     | 6:30  |
| 6. | To Tame a Land                                         | Steve Harris                        | Iron Maiden      | 7:15  |

## Reprises
1. Stargazer paru sur l'album Rising de Rainbow
2. Medley : Tenement Funster (Roger Taylor), Flick of the Wrist (Freddie Mercury) et Lily of the Valley (Freddie Mercury) parus sur l'album Sheer Heart Attack de Queen.
3. Odyssey des Dixie Dregs
4. Take Your Fingers from my Hair de l'album Zebra du groupe Zebra.
5. Larks' Tongues in Aspic, Part Two, composé par Robert Fripp et paru pour la première fois sur l'album Larks' Tongues in Aspic de King Crimson.
6. To Tame a Land (Steve Harris) issu de l'album Piece of Mind d'Iron Maiden

## Membres
| Dream Theater - James LaBrie – voix - John Myung – basse - John Petrucci – guitare et chœurs - Mike Portnoy – batterie et chœurs - Jordan Rudess – clavier | Production - John Petrucci et Mike Portnoy – producteurs - Paul Northfield – Ingénieur du son, mixeur - Hugh Syme – Direction artistique, design et illustrations |